# Alba Parietti
Alba Parietti (Turín, 2 de julio de 1961) es una presentadora de televisión, actriz y cantante italiana.

## Biografía
Parietti nació el 2 de julio de 1961 en Turín, Italia, hija de un partisano piamontés y de una pintora y escritora. Comenzó su carrera en 1977 con una aparición en la obra teatral La importancia de llamarse Ernesto de Oscar Wilde. Aunque apareció en televisión ya en 1975, tuvo su primera experiencia importante en 1983 en el filme Aquel verano del 60. Desde entonces, Parietti ha actuado en diversas producciones para cine y televisión, además de desempeñarse como presentadora.

## Discografía

### Estudio
- ALBA (1996)

### Sencillos
- Only Music Survives (1985)
- Jump and Do It (1986)
- Look Into My Eyes (1986)
- Dangerous (1987)

## Filmografía

### Cine
| Año  | Título                      | Papel                 | Notas |
| ---- | --------------------------- | --------------------- | ----- |
| 1981 | Miracoloni                  | Mujer en el bote      | Cameo |
| 1982 | Italian Boys                | Secretaria            | Cameo |
| 1982 | Aquel verano del 60         | Mujer joven           | Cameo |
| 1988 | Bye Bye Baby                | Daria                 |       |
| 1988 | Delitti e profumi           | Patty Pravo           |       |
| 1991 | Abbronzatissimi             | Aurora Lesata         |       |
| 1992 | Saint Tropez - Saint Tropez | Misericordia "Misery" |       |
| 1998 | Il macellaio                | Alina                 |       |
| 1998 | Paparazzi                   | Alba                  |       |

### Televisión
| Año        | Título                       | Papel         |
| ---------- | ---------------------------- | ------------- |
| 1983       | Galassia 2                   | Presentadora  |
| 1983       | Super Record                 | Presentadora  |
| 1984       | OK, Il Prezzo è Giusto!      | Presentadora  |
| 1984–86    | W le Donne                   | Presentadora  |
| 1987       | Giallo                       | Presentadora  |
| 1990–92    | Galagoal                     | Presentadora  |
| 1992       | Sanremo Music Festival 1992  | Presentadora  |
| 1992–93    | Domenica in                  | Presentadora  |
| 1992–94    | Pavarotti & Friends          | Presentadora  |
| 1993       | Corpo a corpo                | Presentadora  |
| 1993–96    | Vota la voce                 | Presentadora  |
| 1994       | Striscia la notizia          | Presentadora  |
| 1994       | Telegatto                    | Presentadora  |
| 1994       | Serata mondiale              | Presentadora  |
| 1995       | Mina contro Battisti         | Presentadora  |
| 1995       | Papaveri e papere            | Presentadora  |
| 1995–97    | Mezzanotte, angeli in piazza | Presentadora  |
| 1996       | Tutti in piazza              | Presentadora  |
| 1997       | Mai dire Gol                 | Presentadora  |
| 1997–98    | Macao                        | Presentadora  |
| 1999       | Capriccio                    | Presentadora  |
| 1999       | Tre stelle                   | Paola Del Sol |
| 2001       | Festival di Napoli           | Presentadora  |
| 2004       | La fattoria                  | Presentadora  |
| 2006       | Notti sul ghiaccio           | Concursante   |
| 2007       | Notti sul ghiaccio           | Juez          |
| 2010       | I Love My Dog                | Juez          |
| 2010       | La pupa e il secchione       | Juez          |
| 2011, 2019 | L'isola dei Famosi           | Invitada      |
| 2013–14    | Quelli che... il Calcio      | Invitada      |
| 2015       | Announo                      | Invitada      |
| 2017       | Ballando con le Stelle       | Concursante   |
| 2019       | Live - Non è la D'Urso       | Invitada      |
| 2021       | Tale e quale show            | Concursante   |